# ائرو ای.۱۱
ائرو ای. ۱۱ (به انگلیسی: Aero A.11) یک هواپیمای ساختِ ائرو ودوکودی است. نخستین استفاده‌کنندهٔ این هواپیما نیروی هوایی چک بوده‌است. این هواپیما در ۱۹۲۵ میلادی نخستین پرواز خود را انجام داد.

## مشخصات فنی
مشخصات عمومی
- خدمه: ۲
- طول: ۸٫۲ متر (۲۷ پا)
- پهنای بال: ۱۲٫۸ متر (۴۳ پا ۰ اینچ)
- ارتفاع: ۳٫۱ متر (۱۰ پا)
- بال: مساحت ۳۶٫۵ متر مربع (۳۹۳ پای مربع)
- وزن خالی: ۱٬۰۸۰ کیلوگرم (۲٬۳۸۰ پوند)
- وزن بارگیری: ۱٬۵۳۷ کیلوگرم (۳٬۳۸۱ پوند)
- پیشرانه هواگرد: ۱× Walter W IV, ۱۸۰ کیلووات (240 hp)  هرکدام

 عملکرد 
- سرعت بیشینه: ۲۴۰ کیلومتر بر ساعت (130 knots, 150 mph)
- برد: ۷۵۰ کیلومتر (400 nm, ۴۷۰ مایل)
- سقف پروازی: ۷٬۶۰۰ متر (۲۵٬۰۰۰ پا)
- نرخ اوج‌گیری: ۳٫۸۲ متر بر ثانیه (۷۵۱ پا بر دقیقه)
- بارگیری بال: ۴۲ کیلوگرم بر متر مکعب (۸٫۶ پوند/پای مربع)
- نسبت قدرت به توده: ۱۲۰ وات بر کیلوگرم (0.071 hp/پوند)

جنگ‌افزار

- توپها: ** ۱× forward firing .303 in (7.7 میلی‌متر) مسلسل ویکرز
  - ۲× .303 in (۷٫۷ میلی‌متر) Lewis machine gun in flexible mount for observer
- بمبها: ۲۰۰ کیلوگرم (۴۴۱ پوند)

## استفاده‌کنندگان
- چکسلواکی
- فنلاند